# Tiuna
Tiuna  je venezuelansko višenamjensko vojno oklopno vozilo koje proizvodi domaća tvrtka CAVIM - CENARECA. Konceptualno, sličan je američkom HMMWV-u a pokreće ga 5,3 litreni GM-ov Vortec motor.
Vozilo može prevoziti osam vojnika te ima nosivost od najmanje jedne tone. Također, Tiuna može vući prikolicu ili lake topove. Pojedinačna cijena Tiune je 70.000 USD.
Postoje različite inačice Tiune, i to kao:
- zapovjedno vozilo (u potpunosti zatvoreni model s četiri vrata),
- komunikacijsko vozilo,
- izvidničko vozilo,
- vozilo koje sa sobom nosi beztrzajni top,
- protuzračno vozilo (model s dvoje vratiju te platformom s protuzračnim raketama na stražnjoj strani),
- ambulantno vozilo,
- tanker s gorivom,
- tanker s vodom,
- vozilo namijenjeno održavanju,
- vozilo namijenjeno službama za održavanje reda.

## Korisnici
- Venezuela: vozilo je 2004. godine prihvaćeno u venezuelanskoj vojsci.[2]
- Bolivija[2]
- Ekvador[2]
- Kuba[2]